# Melanthera abyssinica
Melanthera abyssinica là một loài thực vật có hoa trong họ Cúc. Loài này được (Sch.Bip. ex A.Rich.) Vatke mô tả khoa học đầu tiên năm 1875.